# 배자예부운략 목판
배자예부운략 목판(排字禮部韻略 木板)은 경상북도 안동시, 한국국학진흥원에 있는 조선시대의 책판이다. 1987년 7월 16일 대한민국의 보물 제917호로 지정되었다.

## 개요
시나 운문을 지을 적에 운(韻)을 찾기 위하여 만들어진 기초사전이다. 주로 과거에 응시하는 선비들이 참고하기 쉽도록 만들어졌으며, 과거를 맡아보던 부서인 예부(禮部)의 이름을 붙인 것이다. 송대, 원대로부터 내려오던 책을 우리나라가 수입해 와서 사용한 것으로, 조선시대에『동국정운』등 비슷한 성격의 책이 만들어졌으나, 여전히 이 책을 사용하는 사람들이 많았을 정도였다.
판목은 서(序:머리말), 본문, 옥편, 발(跋:맺음말) 등 4개 부분으로 구성되어 있으며, 크기는 가로 46.2cm, 세로 20.5cm, 두께 1.8cm이다. 수량은 162매이며, 숙종 5년(1679) 박동부가 조판한 것이다.
다른 본들은 안타깝게도 현재 남아있는 것이 거의 없는데, 이 책의 판목이 유일하게 한 장도 빠지지 않고 남아 있는 것이 매우 다행하면서도 신기한 일이다.

## 참고 자료
- 배자예부운략 목판 - 국가유산청 국가유산포털